# Grażyna Kotlarz
Grażyna Kotlarz es una deportista polaca que compitió en tiro con arco, en la modalidad de arco recurvo. Ganó una medalla de oro en el Campeonato Europeo de Tiro con Arco al Aire Libre de 1968, en la prueba por equipo.

## Palmarés internacional
| Campeonato Europeo al Aire Libre | Campeonato Europeo al Aire Libre | Campeonato Europeo al Aire Libre | Campeonato Europeo al Aire Libre |
| Año                              | Lugar                            | Medalla                          | Prueba                           |
| -------------------------------- | -------------------------------- | -------------------------------- | -------------------------------- |
| 1968                             | Reutte (Austria)                 | Medalla de oro                   | Equipo                           |